# تريستان ديفيس
تريستان ديفيس (بالإنجليزية: Tristan Davis)‏ هو لاعب كرة قدم أمريكية أمريكي، ولد في 5 مايو 1986 في أتلانتا في الولايات المتحدة.

## وصلات خارجية
- تريستان ديفيس على موقع مرجع كرة القدم المحترفة.كوم (الإنجليزية)